# Оресте Ґроссі
Оресте Ґроссі (італ. Oreste Grossi, 14 березня 1912 — 16 лютого 2008) — італійський академічний веслувальник.
Срібний призер Олімпійських Ігор 1936 року в складі вісімки.
Чемпіон Європи 1937 року в складі вісімки, бронзовий призер 1938 року в складі вісімки.